# Tunnel van Saint-Gilles
De tunnel van Saint-Gilles is een spoortunnel in de Belgische stad Luik. De tunnel ligt ten zuidwesten van het stadscentrum.
De tunnel begint op ongeveer 800 meter na het station Luik-Guillemins waar de spoorlijn zich afsplitst van spoorlijn 36. Aan het andere uiteinde van de tunnel (noordzijde) ligt meteen het station Luik-Carré. Verderop vervolgt de spoorlijn in noordwestelijke richting in de tunnel van Saint-Martin. De tunnel is onderdeel van de spoorlijn 34.
De tunnel heeft een lengte van 892 meter.

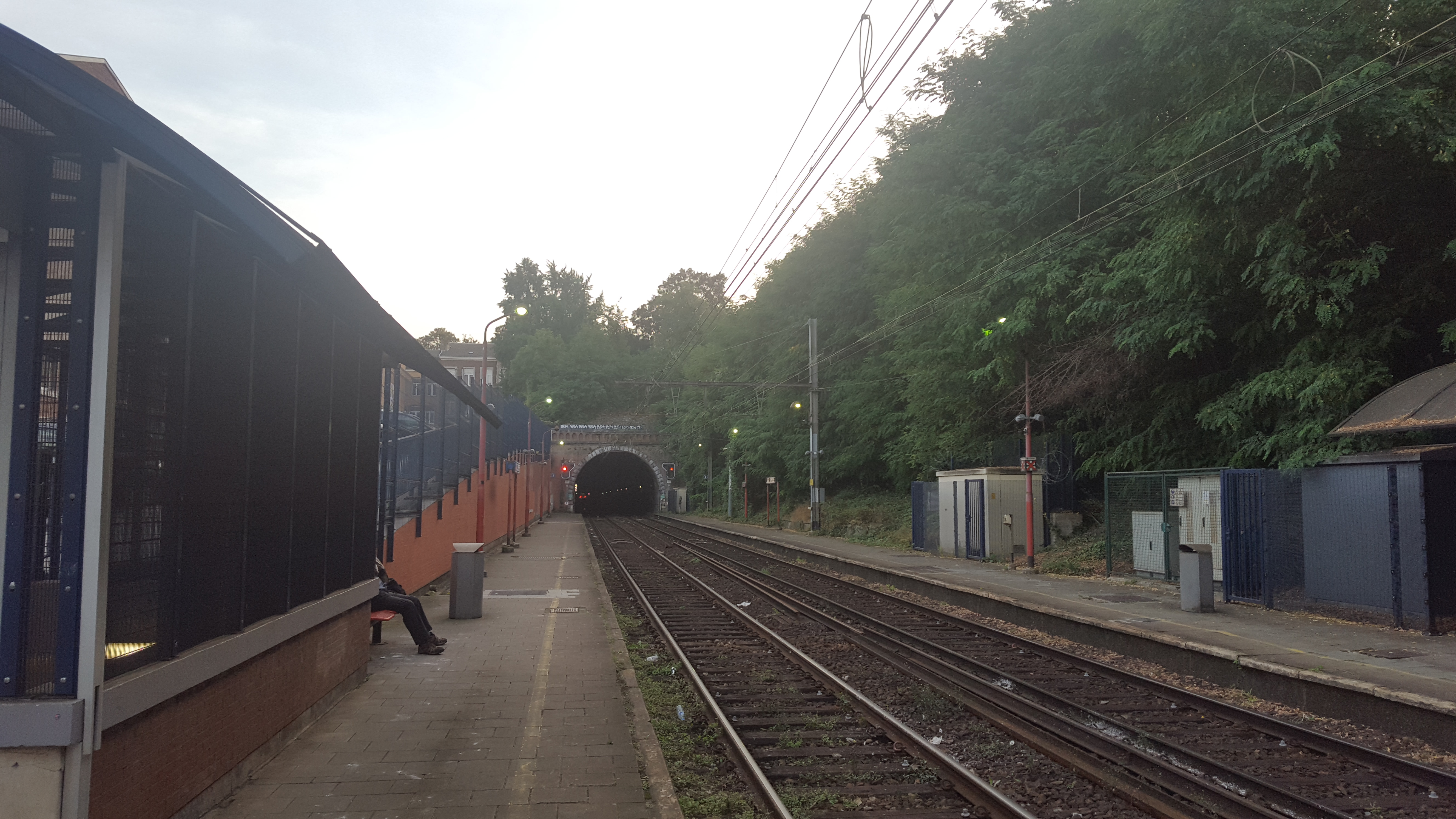
De tunnel gezien vanaf station Luik-Carré